# Itajubá (tiểu vùng)
Itajubá là một tiểu vùng thuộc bang Minas Gerais, Brasil. Tiều vùng này có diện tích 2979 km², dân số năm 2007 là 181267 người.